# José Felipe Márquez Cañizales
José Felipe Márquez Cañizales é um município da Venezuela localizado no estado de Trujillo.
A capital do município é a cidade de El Paradero.